# Van Cortlandt House Museum
Das Van Cortlandt House Museum (auch Frederick Van Cortlandt House oder einfach Van Cortlandt House) ist das älteste Gebäude im Stadtbezirk Bronx in New York City. Es liegt im südwestlichen Teil des ca. 450 ha großen Van Cortlandt Parks im Wohnviertel Van Cortlandt Village des Stadtteils Riverdale und ist über den Broadway (U.S. Route 9) erreichbar. Es steht im National Register of Historic Places (Nr. 67000010) sowie als National Historic Landmark unter Denkmalschutz.

## Geschichte
Das Haus baute Frederick Van Cortlandt (1699–1749) für seine Familie im Jahre 1748. Van Courtland verstarb vor der Fertigstellung, und das Anwesen kam seinem Sohn James Van Cortlandt (1727–1787) zu.
Die in New York City prominente Händlerfamilie Van Courtlandt setzte eine Getreideplantage und -Mühle auf das Grundstück. Das während des Unabhängigkeitskrieges zeitweilig von Rochambeau, Lafayette und George Washington genutzt diente zeitweise als Hauptquartier der Kontinentalarmee. Die Familie Van Courtlandt wohnte dort 140 Jahre lang, bis das Anwesen 1889 an die Stadtverwaltung New York verkauft und in einen öffentlichen Park umgewandelt wurde. Das Van Courtlandt House wurde am 24. Dezember 1967 in das National Register of Historic Places  und am 24. Dezember 1976 als National Historic Landmark eingetragen. Seit 1897 wird das Haus als Museum bewirtschaftet (das älteste Museum in New York City und das viertälteste in den Vereinigten Staaten).

## Architektur
Das georgianische L-förmige Haus zählt zweieinhalb Stockwerke und hat ein Walmdach. Es wurde mit Feldsteinen gebaut. Es gilt als eines der vornehmsten Beispiele der hohen georgianischen Architektur mit Stein in den Vereinigten Staaten. Das Haus steht auf einem 78 ha (192 Acres) großen Grundstück.

## Trivia
Das Gebäude wurde in der Episode „Battle of the Century“ der zweiten Staffel der Fernsehserie Boardwalk Empire als ein Haus in Belfast dargestellt.